# Koninklijke Cano Club Gent
De Koninklijke Cano Club Gent (KCCG) is gevestigd aan de Yachtdreef te Gent, bij de Watersportbaan. Deze vereniging (vzw) werd opgericht in 1938.

## Faciliteiten
In 2014 werd een nieuw sportcomplex opgeleverd in samenwerking met Stad Gent, onder goedkeurend oog van schepen van sport Resul Tapmaz en burgemeester Daniel Termont.
De faciliteiten zijn aangepast aan alle hedendaagse vereisten inzake veelzijdig aanbod: Krachttraining, G-Sport, en competitie lijnwedstrijden en marathon kajak.

## Activiteiten
De vereniging organiseert jaarlijks een grote internationale kajak snelheidswedstrijd, en een grote internationale marathon kajak wedstrijd. De club heeft een aanzienlijk internationaal palmares.
De club is actief in verschillende facetten van de sport, namelijk van recreatieve tochten tot competitie in nationale en internationale wedstrijden in de disciplines sprint, marathon en rivierafdaling. De Blaarmeersen Marathon in de maand maart en de Internationale Cano Regatta op de Watersportbaan in de maand mei zijn een organisatie van de KCCG. Er is een actieve jeugdwerking, er worden geregeld "Start to Kayak" instapmomenten voorzien.

## Internationaal Palmares

### Olympiërs
- Olympische Zomerspelen 1996 Atlanta  - David Taboureau
- Olympische Zomerspelen 1984 Los Angeles - Patrick Debucke
- Olympische Zomerspelen 1976 Montreal - Paul Hoekstra
- Olympische Zomerspelen 1972 München - Marc Moens, Roger T'Joncke, Jean Marie Dhaese
- Olympische Zomerspelen 1968 Mexico - Marc Moens
- Olympische Zomerspelen 1960 Rome - Germaan Van de Moere
- Olympische Zomerspelen 1956 Melbourne - Germaan Van de Moere

### Wereldkampioenschappen
- 1958: Germaan Van de Moere behaalde de wereldtitiel op de wereldkampioenschappen te Praag in de K2 1000m in een tijd van 3.36,3

World Series
- 2016: Dries Corrijn wint de World Series kajak marathon, een wereldbekerklassement met 7 deelwedstrijden. Dries nam deel aan 6 van de 7 wedstrijden en behaalde hierbij 2 vierde plaatsen, 2 maal brons, 2 maal zilver en won zo het puntenklassement. Hij werd de eerste Belgische kajakker die deze World Series op zijn naam mocht schrijven.[2]